# La Bouteille
La Bouteille es una comuna francesa, situada en el departamento de Aisne, de la región de Alta Francia.

## Demografía
| 656 | 633 | 549 | 514 | 502 | 508 | 506 | 493 |
| Para los censos de 1962 a 1999 la población legal corresponde a la población sin duplicidades (Fuente: INSEE [Consultar]) |     |     |     |     |     |     |     |